# 梁正訓
梁 正訓（リャン・ジョンフン、朝鮮語: 량정훈）は、朝鮮民主主義人民共和国の政治家。朝鮮労働党中央委員会委員、最高人民会議法制委員会委員。黄海北道党委員会委員長などを歴任した。

## 経歴
出生地や生年月日は不明。黄海北道党委員会副委員長を経て、2017年10月7日に開催された朝鮮労働党中央委員会第7期第2回総会で、黄海北道党委員会委員長に任命され、朝鮮労働党中央委員会委員に補選された。2018年4月11日に開催された最高人民会議第13期第6回会議で、最高人民会議法制委員会委員に補選され、2019年3月に最高人民会議第14期代議員に選出された。同年4月10日に開催された党中央委員会第7期第4回総会で、黄海北道党委員会委員長を解任された。

## 参考サイト
북한정보포털
| 先代朴太徳 | 黄海北道党委員会委員長2017年 - 2019年 | 次代朴昌虎 |